# Geografia Ciprului

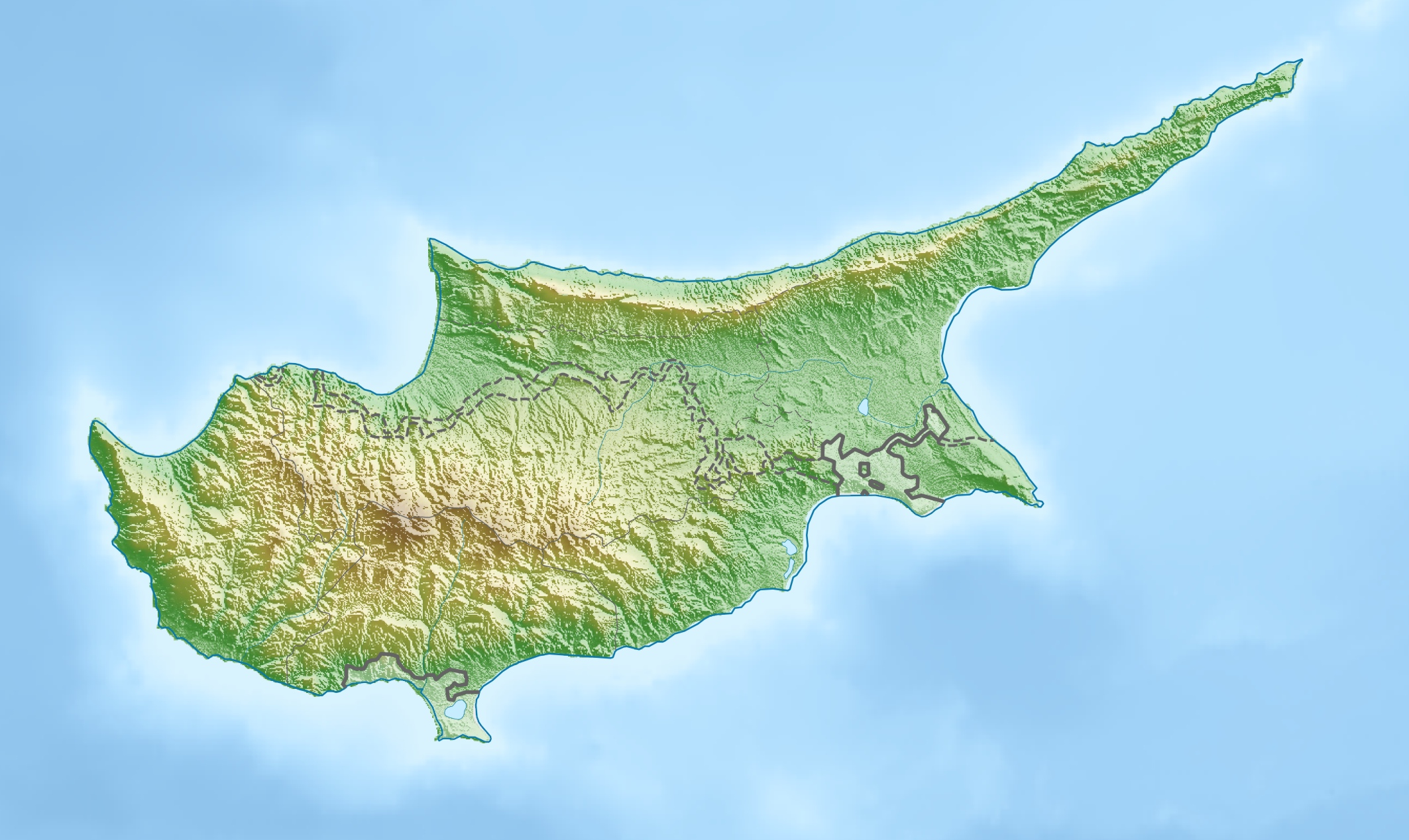
Cipru - Harta fizică

Cipru (în greacă Κύπρος / Kípros, în turcă Kıbrıs) este o insulă din estul Marii Mediterane, a treia ca mărime și ca număr de locuitori din Mediterana. Este situată în sudul Turciei (70 km), la mică distanță de coastele Orientului Apropiat (100 km) și la 500 de km de Egipt.
După așezarea geografică insula Cipru se afla în Asia.
Insula e ocupată pe 2/3 din suprafață de Republica Cipru, care este stat membru al Uniunii Europene de la 1 mai 2004. Restul de 1/3 al insulei este ocupată de Republica Turcă a Ciprului de Nord (TRNC), care a fost proclamată după intervenția militară turcă din anul 1974.

## Geografie
Includerea Ciprului între statele care aparțin Europei sau Asiei a fost de-a lungul timpului controversată. Dacă din punct de vedere istoric – cultural insula Cipru se poate considera un stat european (acest argument este sprijinit majoritar de când aceasta face parte din Uniunea Europeană), din punct de vedere geografic pare să aparțină, după logică, unui teritoriu care face parte de drept din  continentul cel mai apropiat, continentului asiatic.
Rezultă că Cipru poate fi menționat ori ca un stat european ori ca unul  asiatic, după criteriul ales.
Insula Cipru, a treia insula ca mărime din Marea Mediterană, este situată la sud de coastele Turciei. Are o suprafață de 9250 km², din care 3355 km² aparțin sectorului turco – cipriot și 5% bazei militare britanice.
Întinderea coastelor cipriote însumează 648 km. Cipru, printre altele, constituie avanpostul cel mai sudic și de asemenea cel mai estic al Uniunii Europene în Mediterană.
Relieful insulei este alcătuit din doua lanțuri montane: Kyrenia ce se înălță din nordul Peninsulei Karpas și a  Peninsulei Troodos, în nord-vest se înalță Muntele Olimp (1953 m) punctul cu cea mai mare altitudine din insulă.
Câmpia fertilă centrală  Mesaoria separă două lanțuri de munți acoperiți de păduri bogate: la nord Pentadaktylos și la sud cea mai impozantă parte a Munților Troodos, cu centrul în Vârful Olimp.

## Hidrografie
Hidrografia țării este aproape irelevantă, Cipru suferă de o lipsă cronică de apă. Singurele râuri care au un regim de curgere regulat sunt  Yialias și Peidos, ambele cu o lungime de aproximativ 100 de km.
Clima insulei este de tip mediteraneean, cu veri calde și uscate si ierni temperate. Anual pe insulă cad 500 mm de precipitații predominant în timpul iernii. În zonele interioare insulei aerul este uscat – secetos ce favorizează apariția incendiilor de pădure. Deseori pe insulă sunt prezenți curenți de aer cald. Clima caldă a influențat peisajul făcându-l ideal pentru arbori precum măslinul. Iarna, pe vârfurile din Troodos ninge la o temperatură de 2 °C.
Acumulările de apă, inclusiv de ploaie,  rămân principala sursă de apă atât pentru uz casnic, cât și agricol. Cipru are în total 107 diguri și rezervoare, cu o capacitate mare de stocare a apei.  Pentru a face față ultimilor ani de secetă prelungită sunt construite stații de desalinizare a apei .

## Cultura plantelor și creșterea animalelor
Cipru este o insulă caracterizată de plantațiile de tip mediteraneean. Pământul care trebuie cultivat este arid, similar celui grec. Culturile adaptate pe aceste terenuri sunt de măslini, care reprezintă producția principală, lămâi și alte varietăți de pomi  fructiferi rezistenți la secetă în verile cipriote. Se cresc oi și câteva rase de capre.

## Populație
Populația însumează 970 000 de locuitori și o densitatea de 105 loc./km².

## Demografie
- Rata de creștere a populației: 1,36 % (în 2003)
- Rata natalității: 13,08 ‰ (în  2001)
- Rata mortalității: 7,65 ‰ (în 2001)
- Rata mortalității infantile: 7,89 ‰ (în 2001)
- Rata fertilității: 1,9 copii/femeie (în 2001)
- Rata de migrare: 0,44 ‰ (în 2001)
- Densitatea: 105 locuitori/km²
- Speranța de viață: 76,1 ani (bărbați) 80 ani (femei)

## Etnie
Conform ultimului recensământ oficial din anul 1960 imediat după independența nou apărutei Republica Cipru, populația era alcătuită în proporție de 78 % din greco-ciprioți, 18 % din turco-ciprioți, și 4 % alte etnii. Comunitatea greacă și cea turcă împărtășesc multe dar mențin identități distincte bazate pe religie și legături profunde cu Grecia și Turcia.
Anterior invaziei turce, cele două comunități locuiau dispersate în teritoriul insulei, dar imediat după 1974   a fost făcută separarea geografică a populației datorită războiului : în partea de sud, populația de etnie greco-cipriotă reprezenta 95 % din total, în timp se în partea de nord etnia turco-cipriotă reprezenta 98 %. Acest lucru se datorează deportării a 200 000 de greco-ciprioți din partea de nord spre cea de sud. Bunurile lor au fost confiscate și simbolurile lor religioase au fost distruse in mare parte. Același lucru sa întâmplat cu populația turcă în partea de sud a insulei. Războiul din 1974, ultimul din seria de conflicte inter-etnice iscate în Cipru în care au fost dispute deosebit de  sângeroase, lupta pentru familie și comunitate fiind greu de conciliat; puterile politice din acea vreme au decis să rezolve această problemă printr-o purificare etnică dublă și reciprocă. 
După invazia din 1974 de către Turcia, 150 000 de turci au fost transferați din Anatolia sau au decis să se stabilească în partea de nord a insulei. Fiind proclamată Republica Turcă a Ciprului de Nord se impunea în acest spațiu schimbarea de cetățenie. Acest lucru a adus  etnia  turcă la aproape 30% din populația insulei. Aceste date sunt contestate, Republica Turcă a Ciprului de Nord nu este recunoscută de ONU și de comunitatea internațională (cu excepția Turciei) .
Rezultatul acestei situații este că estimările cu privire la componența etnică a  populației insulei variază în  intervalul de valori raportate. Schimbul forțat de populație și aducerea de cetățeni turci din Anatolia sunt principalele motive care împiedică stabilizarea situației pe insulă. În referendumul din 2003 marea majoritate a ciprioților greci  au spus “nu “ integrării necondiționate cu partea de nord.

## Limbă
Limba greacă este vorbită în sudul insulei, limba turcă în partea de nord. În realitate, această divizare vine după intervenția militară turcă in Cipru din 1974, in care ciprioții greci din partea de nord au fost expulzați în sud.
Totuși, din punct de vedere istoric, limba greacă în varianta sa cipriotă era vorbită de 82% din populația și era vorbită pe scară largă în toată insula. Restul populației vorbește limba turcă. Ca urmare a dominației britanice este utilizată și limba engleză. Este folosit un dialect al limbii arabe tip Syro-palestinian, pe cale de dispariție, vorbită de comunitatea maronită Kormakiti, provenit de la creștinii maroniți libanezi din sec. XII (sursa: Dialectologia Arabă, 2008)

## Religie
Astăzi grecii sunt de religie ortodocși reprezentând 80 % din populația insulei (peste 700.000 de locuitori). Alte minorități sunt formate din turci (18 % din populație) de religie musulmană, pentru cea mai mare parte a insulei în care controlul a fost preluat de către Turcia în 1974. Este prezentă, de asemenea,  o minoritate armeano – catolică, una maronită ( Arhiepiscopia din Cipru), în plus față de catolicii de rit latin. Numărul catolicilor ciprioții se ridică la aproximativ 25.000 de credincioși. În perioada 4- 6 iunie 2010 s-a desfășurat Vizita Apostolică în Cipru  a Papei Benedict al XVI-lea, timp în care s-a celebrat Sfânta Masă pe stadionul Elefteria din capitala țării, Nicosia, cu ocazia publicării “Instrumentum Laboris” . Această vizită este prima din istorie a unui Papă în Cipru.
Uniunea Europeană și Organizația Națiunilor Unite

## Moneda euro în Cipru
Introducerea pe piață a monedei euro în Cipru a făcut ca economia Ciprului să înflorească. Răspândirea pe piață a monedei euro a avut loc numai în partea de sud. Actuala monedă a înlocuit vechea monedă adică lira cipriotă, cunoscută de asemenea sub denumirea de lira sterlină a Ciprului. Pentru Cipru, ca orice țară care a adoptat această monedă, trebuia să fie ales designul pentru monede pentru finalizarea acestora si punerea pe piață cât mai repede. Monedele euro cipriote au fost prezentate în mostră Băncii Centrale a Ciprului în expoziția numismatică a acesteia. Numele de pe monede nu a fost inscripționat în limba engleză, cum s-a procedat cu alte monede până în acel moment. Pentru monedele de 1, 2 și 5 eurocenți s-a stabilit inserția unei imagini a unor mufloni, animale care sunt pe cale de dispariție din arealul cipriot. Pentru monedele de 10, 20 și 50 de eurocenți  se convenise desenul unei nave Kyrenia, iar pentru monedele de 1 euro si 2 euro s-a ales Idolul din Pomos, un personaj din mitologia cipriotă, simbol al fertilității și prosperității.
UE și ONU pe numerele de înmatriculare auto
Numerele de înmatriculare auto din Cipru sunt formate din trei litere și trei cifre (spre exemplu ADC 132). Caracterele sunt negre și fondul alb pentru numărul de înmatriculare anterior și galben pentru cel posterior. În prezent, materialul utilizat pentru fabricarea lor este plasticul. Pe margini apare sigla scrisă cu majuscule CY pentru Cipru și o bandă cu steagul Uniunii Europene sub sigla orașului de origine. Aceeași număr de înmatriculare este folosit și pentru  alte tipuri de autovehicule aflate în uzul non-civil.
Pentru rezidenții din  banda "verde", care împarte insula în două, controlate fiind de către ONU, numerele de înmatriculare a autovehiculelor nu sunt la fel cu cele din Uniunea Europeană, acestea fiind în subordinea ONU. Lucrurile nu se vor schimba până când tensiunile dintre greci și turci nu se vor termina. ,

## Sistemul de guvernare
Republica Cipru este de tip prezidențial, președintele este ales în urma votului universal și rămâne in funcție timp de 5 ani. Parlamentul este format din 59 de deputați aleși o dată la 5 ani prin vot universal.
Subdiviziuni administrative
Cipru este divizat în 6 districte:
- Districtul Famagusta
- Districtul Kyrenia
- Districtul Larnaca
- Districtul Limassol
- Districtul Nicosia
- Districtul Paphos
Pe hartă, cele două zone colorate roșu închis, marchează zonele bazelor britanice din Akrotiri și Dekhelia. Banda roșie indică zona neutră controlată de Națiunile Unite,   galbenul arată zona grecească și roșu reprezintă  zona turcească.

## Orașe principale
Capitala cipriotă, Nicosia, este orașul principal, ea trăiește aceeași realitate cu cea a națiunii, este împărțită în două părți, cea turcă la nord și cea  greacă la sud. Capitala este orașul  în care își au centrul instituțiile reprezentative, Banca Națională a Ciprului și ceva industrie de importanță medie și instituțiile culturale : muzeul național, teatrul. Alte orașe mai importante sunt: Limassol (al doilea oraș ca populație după capitală și principalul port de pe coasta sudică și centru turistic balnear) și Paphos (oraș antic portuar în extremitatea vestică a Ciprului, Kouklia modernă, era cunoscut pentru prezența unui sanctuar dedicat Afroditei) oraș aflat în Patrimoniul  Universal),  Larnaca ( oraș pe coasta sud-estică, în proximitatea aeroportului principal cipriot)

## Armata
Forțele armate, poliția și garda națională cipriotă sunt împărțite în cele divizii turcești și cele cipriote. Forțele armate turcești sunt comandate si finanțate direct de Turcia, pentru a menține gradul de ocupare a insulei. Serviciul militar este valabil doar pentru bărbați, fiind obligatoriu la vârsta de 18 ani. În fiecare an cheltuielile militare ale Republicii Cipru  sunt în jur de 320 de milioane  de dolari (aproximativ 5% din PIB).
Principalele corpuri de armată sunt:
- 
-Garda Națională greco – cipriotă (GCNG, este principalul corp național în care se fac  înrolări). Include forțele militare aeriene și cele maritime și câteva ambarcațiuni de gardă de coastă.
- 
-Poliția statului greco-cipriot.  Poate fi considerată “organism de pavilion”, dispunând de resursele pentru serviciul public.
- Regimentul grec al armatei din Cipru (ELDYK). Corp secundar armat specializat în lupta pentru pace și uniune a insulei.
- “Unitatea Terestră” a armatei turcești, controlate de Turcia ce ajunge la un număr de 40 000 de soldați.

## Drapelul și imnul național
Actualul drapel cipriot a fost adoptat la 16 august 1960. Drapelul este alb, cu harta Ciprului în mijlocul acesteia de culoarea cuprului, una dintre resursele economice principale datorită minelor din zonă, cu două ramuri de măslin sub ea. 
Acesta a fost ales de președintele Makarios dintre propuneri ce păreau mai neutre și purtătoare de pace: albul sugerează simbolul păcii și nu au fost alese culorile drapelelor elen și turcesc. Acest drapel este agreat mai mult în partea greacă, în timp ce partea turcă nu acordă prea mare importanță unde a fost acesta adoptat. 
Drapelul cipriot este utilizat  ca un steag de conveniență.
Imnul național, în greacă „Ύμνος εις την Ελευθερίαν” (Imnul Libertății), este un poem scris în 1824. A fost cântat pentru prima oară după obținerea independenței față de Regatul Unit. Imnul cipriot urmează aceeași melodie ca imnul elen, pentru a menține legătura între cele două națiuni. Din nou imnul nu este recunoscut de către partea turcă.

## Politică
Din 1974 instituțiile republicii își exercită autoritatea pe insulă.
Președintele Ciprului    Dimitris Christofias,(2008-2013) marxist-leninist. Partidul său este Partidul Progresiv al Poporului Muncitoresc (AKEL), care guvernează în coaliție cu Partidul Democrat (DIKO) și cu  Mișcarea Social-Democrată (KISOS sau EDEK). În opoziție se află Gruparea Democrată (DISY). Președintele este însărcinat cu numirea miniștrilor
Presedintele Ciprului Nicos Anastasiades 2013- , al doilea mandat a inceput in 2018 .Conform Constituției Republicii Cipru, președintele țării este și președinte al Consiliului de Miniștri (Guvernul Republicii Cipru)
Data viitoarelor alegeri 2023

## Guvernul
Miniștri- Nume- Partid
Ministrul de Externe- Markos Kyprianou
-Partidul Democrat  (2008-2011)
-Nikos Christodoulides din 1 martie 2018
Ministrul Agriculturii, Resurselor Naturale și al Mediului- Michalis Polinikis -Mișcarea Social-Democrată
(2008-2011)
Ministrul Comerțului, Industriei și al Turismului -Antonis Paschalides I-ndependent (2008-2011)
Ministrul Comunicațiilor și al Muncitorilor - Nicos Nicolaides- Partidul Progresiv al Poporului Muncitoresc
(2008-2011)
Ministrul Apărării -Costas Papacostas- Mișcarea Social-Democrată
(2008-2011)
Ministrul de Finanțe -Charilaos Stavrakis- Partidul Progresiv al Poporului Muncitoresc
(2008-2011)
Ministrul Justiției și al Ordinii Publice- Kypros Chrisostomides -Partidul Democrat(2008-2011)
Ministrul de Interne -Neoklis Silikiotis -Partidul Progresiv al Poporului Muncitoresc
(2008-2011)
Ministrul Culturii- Andreas Demetriou -Partidul Progresiv al Poporului Muncitoresc
(2008-2011)
Ministrul Muncii și al Securității Sociale -Sotiroula Charalambous- Partidul Democrat(2008-2011)
Ministrul Sănătății -Christos Patsalides -Partidul Progresiv al Poporului Muncitoresc(2008-2011)

Actualizare 2021
Guvernul de coaliție constituit ca urmare a alegerilor parlamentare din 2018 a fost înlocuit, la sfârșitul lunii aprilie 2019, cu o alianță a Partidului Unității Naționale și Partidului Poporului.

## Artă
Mulțumită poziției sale geografice particulară, Cipru a cules elemente culturale din Mesopotamia, Egipt, Fenicia, Grecia, Egipt și Roma. Istoria artei cipriote se poate subdivide în diferite perioade:
-perioada antică  datată între 4000 î. Hr. și 3500 î.Hr. au fost descoperite unelte litice și trace din temple, 
-din  perioada următoare 3500 – 3000 î.Hr. au fost evidențiate-  ceramică, vase pictate cu decorațiuni geometrice și unelte din piatră;
- descoperirea resurselor minerale, cum ar fi cuprul, este datată în perioada 3000 – 2400 î.Hr. și a rămas în istorie ca marea transformare a insulei în  imperiu în zona mediteraneană. 
- în epoca bronzului (mileniul II), insula ajunge la dezvoltarea maximă , influențată fiind de exploatările miniere de extracție a cuprului și exploatare e lemnului pentru construcția de nave, susținută de fortăreața Nitovikla (1725-1600 IHr) .Cetatea, cu ziduri uriașe,  a fost construită pe un deal care dădea spre platou, avea o formă pătrată cu turnuri în trei dintre colțuri și flancând intrarea. Cetatea nu a rezistat timpului 

## Economie
PIB
8,9 miliarde de dolari
Cipro del Nord: 1,217 miliarde de dolari.
Structura  PIB
Agricultura 4,3%, Industria și construcțiile 20,1%, Servicii 75,6%.
Creșterea PIB
2%.l din
PIB pe cap de locuitor
16.000 dolari
Cipru de Nord: 5.600 dolari.
Cresterea economică anuală
1,6%
Cipru de Nord: 2,6%.
Inflația; 4%
Cipru de Nord
12,6%.
Rata șomajului: 4,4% (2004).
Ciprul a adoptat moneda euro la 1 ianuarie 2008

## Transporturile
Pentru toate țările din Europa, modul de acces rămâne cel aerian. Cipru dispune de mai multe aeroporturi, cel mai mare aeroport este Aeroportul Internațional Larnaca. Nicosia dispune de un aeroport de importanță  secundară  .  Mai există  Aeroportul Internațional Paphos apoi  Ercan, aeroport internațional din nordul Ciprului care este folosit numai de liniile aeriene turcești. 
Ciprul are   o companie aeriană proprie, Cyprus Airways cu  sediul la Nicosia  controlată de guvernul cipriot . Compania deține câteva Airbus de mari dimensiuni. Mai precis 3 Airbus A319-Airbus A320 și alte  3 Airbus A330. Destinațiile finale sunt în număr de 29, printre care Zurich și Manchester.
Principalul mod de transport pe insulă este cel auto. Infrastructura de autostrăzi este bine dezvoltată, Nicosia fiind legată prin acestea cu orașele importante ale insulei. Este important de reținut că circulația autovehiculelor se face pe partea stângă a drumului, ca în Marea Britanie.

## Porturile
Marea pentru Cipru reprezintă o esențială formă de schimb și transport comercial, fiind favorizată de poziția sa în bazinul Mării Mediterane Orientale. Turismul este popular sub forma maritimă dar și balneară, fiind prezente numeroase nave de pasageri pe coastele insulei. Principalele porturi comerciale sunt: Famagusta, Kyrenia, Larnaca, Limassol, Paphos, Vassiliko. Flota comercială se ridica la un număr de 1414 nave.

## Trenurile
În momentul de față nu există nici o rețea feroviară în Cipru. În trecut, în epoca colonialismului britanic, câteva rețele feroviare cu ecartament îngust au fost folosite pentru arealele portuare pentru transportul mărfurilor abia descărcate pe insulă. Deci liniile feroviare cipriote nu sunt dezvoltate ca mijloc de transport.
Rețeaua rutieră
Cipru deține o bună rețea stradală lunga de aproape 19525 km, în bună parte asfaltată ce leagă principalele orașe din Cipru. O singura autostrada pe insula leagă Nicosia de Limassol și Larnaca.

## Comertul extern
Exportul
0,43 miliarde euro (2000).
Importul
3,41 miliarde  euro (2000).
Sectoarele economice dezvoltate sunt 
turism, industria , alimentatie, textile, încălțăminte, agricultura
Principalii parteneri comerciali
Marea Britanie, Grecia, Germania, Franța, Italia, Rusia, Emiratele Arabe Unite, Coreea de Sud, Japonia;
Cipru de Nord: Turcia, Marea Britanie.